# Cristóbal Lira
Juan Cristóbal Lira Ibáñez (9 de noviembre de 1957) es un ingeniero comercial y político chileno, miembro de la Unión Demócrata Independiente (UDI). En lo empresarial, fue gerente de D&S (Líder) y actualmente es copropietario de Ditec. En el ámbito público fue subsecretario de Prevención del Delito durante el primer gobierno de Sebastián Piñera (2011-2014), posteriormente concejal y fue alcalde de la comuna de Lo Barnechea entre 2019 y 2024.

## Biografía
Hijo del médico cirujano Exequiel Lira del Campo y de Ismenia Ibáñez Ojeda. Se formó en el Saint George's College y el Instituto de Humanidades Luis Campino. Su último año de secundaria lo cursó en la Fuerza Aérea de Chile. Más tarde ingresó a la Escuela de Negocios de Valparaíso (actual Universidad Adolfo Ibáñez), entidad en la que alcanzó el título de ingeniero comercial con mención en administración. Está casado con Consuelo Eguiguren, hija del dirigente de RN Gonzalo Eguiguren. Tuvieron ocho hijos.
A comienzos de los años 1980, se incorporó a la empresa D&S, perteneciente a su tío. En 2002 ocupó el puesto de gerente general de D&S hasta septiembre de 2004. También tiene participación en la sociedad Cruzados SADP.
En marzo de 2010 fue reclutado por el presidente electo Sebastián Piñera para coordinar las donaciones para la reconstrucción tras el terremoto del 27 de febrero. Luego, asumida la administración, pasó a integrar el Comité de Emergencia del Gobierno como secretario ejecutivo. Luego laboró como asesor del Ministerio del Interior. En noviembre de ese mismo año asumió la jefatura de la División de Seguridad Pública. En febrero de 2011 fue designado subsecretario de Prevención del Delito, siendo el primero en ocupar dicho puesto. Dejó el cargo al final de la administración, en marzo de 2014. Según una investigación de la Contraloría General de la República en 2014, mientras se desempeñaba como subsecretario, efectuó un gasto injustificado de 1400 millones de pesos chilenos por 47 SMS de alertas enviadas durante tres años.
En 2016 fue elegido concejal por Lo Barnechea para el período entre el 6 de diciembre de ese año y misma fecha del 2020. Tras la renuncia del alcalde Felipe Guevara en 2019, el Concejo Municipal lo nombró como su reemplazante titular hasta el fin del período edilicio. En su última declaración de patrimonio (2020) sus activos y pasivos sumaron 13,2 mil millones de pesos chilenos (aproximadamente 16,8 millones USD).
En 2018, durante el segundo gobierno de Sebastián Piñera, volvió a desempeñarse como asesor en el Ministerio del Interior. Fue designado como integrante de la comisión encargada en la modernización de Carabineros de Chile, a fines de 2019.
El 6 de noviembre de 2019 fue elegido por el concejo de Lo Barnechea como el nuevo alcalde de la comuna, luego de que el anterior alcalde Felipe Guevara renunciara para ser nombrado Intendente de la Región Metropolitana de Santiago. El 16 de mayo de 2021 fue elegido alcalde de Lo Barnechea durante las elecciones municipales con el 79,40% de los votos.

## Historial electoral

### Elecciones municipales de 2021
- Elecciones municipales de 2021 para la alcaldía de Lo Barnechea[19]

| Candidato                    | Pacto          | Partido | Votos  | %     | Resultado |
| ---------------------------- | -------------- | ------- | ------ | ----- | --------- |
| Juan Cristóbal Lira Ibáñez   | Chile Vamos    | UDI     | 38 685 | 79,40 | Alcalde   |
| Cristóbal Rodríguez Olivares | Dignidad Ahora | Ind.    | 10 035 | 20,60 |           |